# Сатана
 Тази статия е за религиозното понятие.  За филма от 2010 година вижте Дявол (филм).  За други значения вижте Сатана (пояснение).
Сатана̀ (от иврит: שָׂטָן; на гръцки: σατᾶν, от собственото име Σατανάς, Сатана̀с; на староарамейски: שִׂטְנָא – Śaṭanâ; на арабски: شيطان – Шейтан) е термин в авраамическите религии, използван за означаване на ангел, демон или второстепенен бог в различни религии. Сатана също се води и за дума (староеврейска), която значи „враг“.
Сатаната играе различни роли в Танах, апокрифната литература и Новия завет. В Танах Сатаната е ангел, когото Господ използва, за да подлага на изпитания благочестието на човека. В апокрифната литература и в Новия завет името Сатана се използва, за да означи свръхестествено същество, олицетворение на злото, разбунтувал се демон, враг на Бога и човечеството. Сатана често се ползва като име на Дявола. Други имена: Велзевул, Велиал (Белиал – „поквареният“), Левиатан („змия, дракон“), Луцифер, Азазел, Мефистофел.
В Талмуда и някои кабалистични творби Сатаната понякога се нарича Самаил. Според ангелологията и демонологията тези различни имена често се отнасят за различни ангели и демони и често се приема, че не всички от тях са действително зли.
В исляма Иблис (на арабски: إبليس) се отъждествява с Шейтана, въпреки че не се появява в Корана. Ислямското гледище за Сатаната има както прилики, така и разлики с християнството и юдаизма.

## Етимология и други имена
Думата сатана (със значение „противник“, „обвинител“) и арабското шейтан произлизат от северозападния семитски корен šṭn, значещ „враждебен“, „обвиняващ“. В Новия завет името често се използва, за да означи свръхестествено същество, появяващо се на няколко места в текстовете.
Гръцката форма Σατανάς се появява в Септуагинтата само веднъж и веднъж в Новия завет. В Стария завет еврейската дума שטן („противник“) се употребява обикновено за всеки противник, най-често човек.
Най-често срещаният синоним на „Сатана“ е „Дявол“. В българския език и в повечето други езици това название идва от гръцкото διάβολος, което значи „клеветник“ и произлиза от глагола diaballein („клеветя“): dia- + ballein, „(за)хвърлям“, което на свой ред произлиза от индоевропейското gwel-, значещо „хвърлям“. Гръцката дума носи повече негативни конотации от еврейското сатан (שָׂטָן – „обвинител“, „противодействащ“).

## Образ в Танах
В контекста на юдейските свещени писания, послужили по-късно за основа на Стария завет, Сатаната се разглежда като обвинител, противник на човека и въплъщение на злото. Като нарицателно име се използва както за свръхестествени, така и за човешки, смъртни същества.

### Различни употреби на „Сатана“ вТанах
Еврейското „Сатан Каном“ се използва в Танах със смисъла на „противник“ или „неприятел“ (שׂטן), като се отнася към различни лица:
- Змията, която изкушила Адам и Ева в рая. Тя е отъждествена с големия змей, описан в Откровението на св. Йоан Богослов, 20:1 – 2, където недвусмислено е заявено, че този змей, наричан Дявол и Сатана, който мами целия свят, е древната змия, за която се разказва в Стария завет.
- Всеки враг във война или в мир.[5]
- Всеки противник или обвинител пред съд.[6]
- Всеки противник, антагонист, поставящ пречки на пътя, като в Числа, 22:22, където думата е употребена за ангела Господен, пратен да възпре пътя на чародея Валаам.

В Книгата на Йов думата ха-сатан („противникът“) се използва в смисъл на обвинител срещу човечеството в небесния съд пред Бога. Другите ангели не са споменати по име. Сатаната влиза в ролята на обвинител, оспорващ предаността на човечеството пред Бог. Аргументът му е, че хората служат на Бога само заради благата, които той им дава. Господ разрешава на Сатаната да изпита Йов, като му забранява единствено да посяга на живота на праведника.
В 1 Паралипоменон (Летописи), 21:1, Сатаната подбужда Давид към греха да преброи населението. Това е първото място, където името Сатана се появява без определителен член като съществително име. Петстотин години по-рано същата история представя самия Яхве като този, който е поръчал преброяването. По-късната версия е написана след вавилонския плен и е възможно да е повлияна от зороастризма.

### Сатана като обвинител
Навсякъде, където Сатаната се появява в Библията като член на Божия съд, той играе ролята на обвинител. Този негов образ е най-ярко разгърнат в увода към Книгата на Йов, където той се появява заедно със синовете Божии, за да застанат пред Господа. Запитан от Бога откъде иде, Сатаната отговаря, че е обходил земята. Когато Бог му обръща внимание на благочестието на Йов, Сатаната поставя под съмнение праведността на Йов, като я отдава на добруването, дарено му от Бога. Господ позволява на Сатаната да изпита вярата на Йов два пъти. Най-напред Сатаната посяга на имуществото на Йов, дадено му от Бога, в това число и на децата му. Сетне той отнема здравето на Йов, като му е забранено да се докосва само до живота на праведника.
Този текст изобразява Сатаната като подчинен на Бога подобно на другите ангели и нямащ власт над човешката душа. Изкусител е Сатаната, не Бог. Без Божието разрешение Сатаната няма власт над праведниците.
Подобно гледище за образа на Сатаната е застъпено в Книгата на пророк Захария, 3:1 – 2, където той противостои на великия йерей Иисус Навин и народа на Ханаан, който Иисус представлява; противостои и на Ангела Господен, който го призовава да мълчи.
В тези пасажи Сатаната е изкусител и подстрекател. В Първата книга Паралипоменон (Хроники), 21:1, Сатаната подбужда Давид към греха на преброяването на населението. Вероятно Давид е заповядал това преброяване ок. 975 г. пр. Хр. Някои изследователи намират за логично след въстанията на Авесалом и Сава владетелят да пожелае да преоцени военната си мощ при опасността от други размирици. Преброяването отнема девет месеца и двадесет дена, което говори за стабилно военно положение в Израел. Това е характерно за по-късния период от управлението на Давид, не за ранния. Във Втора книга Царства, 24:1, вместо Сатаната като внушител на този грях е разпознат самият Бог.
„Имайки предвид факта, че някои по-стари концепции виждат във всички деяния, добри или лоши, действието на самия Бог, възможно е автора на Хрониката (Паралипоменон) или дори самият Захария да е бил повлиян от зороастризма въпреки силното отрицание на еврейския монизъм към иранския дуализъм. Непосредствено влияние от вавилонската концепция за „обвинителя, гонителя и угнетителя“ е невъзможно: следите от такова, ако то съществуваше, биха били видими и в по-ранни библейски текстове.“

## В равинската литература
Ранните равински еврейски текстове на Мишна и Талмуда показват, че Сатаната е играел съвсем малка роля в еврейското богословие. С течение на времето юдаизмът приема популярната концепция за Сатаната, най-вероятно от зороастризма. Колкото по-късен равински текст се разглежда, толкова по-често се среща името на Сатаната и неговите сподвижници. Палестинският Талмуд, завършен ок. 400 г. сл. Хр. има произход, близък до този на Новия завет, и е по-резервиран в употребата на образа на Сатаната. Това заключение обаче се основава само на запазените части от тази версия на Талмуда.
Пример за това може да се види още в книгата Битие: змията, изкушаваща Ева да вземе забранения плод. Традиционното становище на библейските коментатори на класическия юдаизъм е, че змията описана в Битие, е просто змия. Има различни мнения за това какво може да символизира тя: склонността към злото (йецер Ха-Ра), Сатаната или ангел на смъртта. Според някои тълкуватели змията е фалически символ. Според мидраш, преди това животно да бъде прокълнато да пълзи по корем, то е стояло изправено и е притежавало дар-слово.
Традиционната еврейска концепция обаче поддържа становището, че Сатаната не може да бъде разглеждан като независим. Във вавилонския Талмуд равинът Леви твърди, че „всичко, което Сатана прави, е в интерес на Бога“. Когато друг равин отишъл да проповядва същата идея в друг град, самият Сатана дошъл и „целунал нозете му“.
Вавилонският Талмуд твърди, че склонността към злото (йецер Ха-Ра), ангелът на смъртта и Сатаната са идентични.
В мидраш Самаел, командващият сатаните (специален чин ангели, различни от демоните), е могъщ княз на небесните ангели. Самаел идва на бял свят чрез жена, тъй че той е сътворен и не е вечен. Като всички свръхестествени същества той лети и може да приема всяка желана форма, например птица, елен, жена, просяк или младеж; упоменато е, че той подскача, намек за образа му на козел.
В някои творби равините посочват Сатаната като въплъщение на злото, чиито мисли са насочени към унищожението на човека. В този контекст Сатаната е сила на злото и ангел на смъртта. В ущърб на човека Сатаната съди за всяка дума; затова не бива „да отваряте устата си за злото“, сиреч „за Сатаната“. 
Осъдителният взор на Сатана обаче не е всепроникващ; когато зазвучи шофара на Нова година, той се обърква. В Деня на очистването силата му изчезва; числената стойност на името му (вж. гематрия и еврейски числа) е само 359, и така един ден остава отвъд неговата власт.
Не всички изследователи на свещените текстове са единодушни относно свръхестествената природа на Сатаната. Рави Саадиа Гаон, философ и учен от XI век, пише в коментара си към Книгата на Йов, че Сатаната е просто човек, поставил под съмнение праведността на Йов. Тази теза почива на критическата интерпретация на думата שטן („противник“, „неприятел“), която според Саадиа се отнася само до намеренията на личността и няма отношение към духовното или свръхестественото.

## Еврейски апокрифи
В Книгата на Енох се казва, че Сатаната е изкусител и прелъстител на Ева, което е причина да бъде изгонен от рая заедно с други ангели поради злодеянията им/ Оттогава той се нарича Сатана, макар дотогава името му да е било Сатанаил.
Във Втората книга на Енох, наричана още Славянска книга на Енох, стояща в основата на Тайната книга на богомилите, разказвачът Енох е отнесен в небесата, където на шестото небе среща група небесни войни, която нарича „григори“. Той споменава, че 200 милиона от тях са „отхвърлили Господа, начело с княза си Сатанаил“.
Идеята за падането на Сатаната и на други ангели датира още от времето на Вавилон. Сатаната стои начело на цял сомн ангели. Мастема, който скланя Бог да изпита Авраам чрез жертвоприношението на Исаак, е идентичен със Сатаната, както по име, така и по природа. Асмодей от Книгата на Товит има доста прилики с него, особено що се отнася до безнравствеността му. Като господар на сатаните, Сатаната често носи специалното име Самаел.
Трудно е да се идентифицира Сатаната в други апокрифни пасажи, тъй като пасажите от оригиналите, в които той присъства, са загубени, а в преводи често са подменяни с еквиваленти. Тук аргументът на мълчанието не може да бъде приложен като доказателство, че концепциите за Сатаната не са разпространени; но трябва да се отбележи, че споменаването на него или неговото царство винаги се свързва с демонична, зла сила.

## Християнство
Християнското богословие разглежда образа на Сатаната като идентичен с този на Дявола. В Библията е представен като ангел, който въстава против Бога. Православното, католическото и протестантското богословие смятат Сатаната за този, който в книгата Битие говори чрез змията и изкушава Ева да престъпи Божиията забрана за ядене от дървото на познанието на доброто и злото. Основният свещен текст на християнството определя Сатаната като враг, мразещ цялото човечество. Основната му цел според християнското учение е да отвърне хората от Бога чрез въвеждане в грях. Сатаната е изобразен като змей в Откровението на св. Йоан Богослов. Разпространено е вярването, че преди да се разбунтува срещу Бога, Сатаната е бил най-висш сред ангелите и е носил името Луцифер (бълг. Денница, което значи „Зорница“). Традиционно като причина за падението му се посочва гордостта му, завистта му към човека (човекът е най-любимото творение на Бога), затова Сатаната завидял на човека и се отделил от Бога, и чрез змията изкусил, подлъгал жената, която от своя страна подлъгала мъжа, и оттам идва грехопадението на човека и на тоя свят. Сатаната е наричан „бесовски княз“ и „богът на тоя век“.
Книгата Откровение описва как Сатаната ще бъде свален от небесата, загдето повежда война с онези, „които пазят Божиите заповеди и имат свидетелството на Иисуса Христа“. Впоследствие ще бъде хвърлен в „жупелно езеро“ и мъчен „денем и нощем вовеки веков“ не като владетел на това място, а като един от онези, които се мъчат там.

### В традицията
Между края на 15 век и 18 век вярванията на християните в дявола са свързвани с тогавашното преследване на вещици. Считали са, че вещиците са сключили договор с Дявола, че са се събирали на т.нар. „дяволски сборища“, където се отдавали на оргии.

### Луцифер
Често срещаното име на Сатаната – Луцифер, не е с християнски произход. В античността Луцифер е било името на планетата Венера; в древен Вавилон Венера е наричана „Утринна звезда“, както и „Вечерница“. Древноримската митология смята Луцифер за син на Аврора – богинята на утринната зора. В древногръцката митология тя е Еос, а синът ѝ е Фосфорус – „носещ светлина“. Именно неговото име съответства на римското „Lucifer“. Тъй като в Книгата на пророк Исаия (14:12) се казва: „Как падна ти от небето, деннице, сине на зората“ (за ангел, изхвърлен от небето в преизподнята), тълкувателите на Библията са изградили паралел с римското божество и са му дали същото име, но са заменили „c“ със „z“ – „Luzifer“. В Библията това име не се среща.

### Алтернативни мнения
Някои църкви, например христаделфианците, смятат, че дяволът е само алегория.

## Ислям
В исляма дяволът се нарича Шейтан (аналогично на еврейското שטן = „Satan“) или Иблис. В ислямското учение Шейтанът е творение на Аллах.
В исляма дяволът не е ангел, а джин. Дяволът се възгордял и решил, че заповедите на Аллах не се отнасят за него, защото той (като Иблис) е създаден от бездимен огън, а човекът – от пръст, поради което човекът е малоценен.
Дяволът подлага човека на изкушение, но само от човека зависи дали ще избере пътя на Аллах, или на дявола. По този начин Шейтанът се служи на Аллах, макар и без да иска. В деня на Страшния съд той ще получи окончателното си наказание.
На исляма е чужда представата за Шейтана като противник на Бога. Принципът на борбата между добрите и злите сили тук е неприложим. Защото единствено Аллах е всемогъщ, а Шейтанът е само средство за изпитание на хората. Шейтанът не е всемогъщ, но е опасен за хората, защото те могат да покажат слабост и да се отклонят от пътя на Аллах.

## Образът на Сатаната
В изкуството и литературата Сатаната е изобразяван по много различни начини в различните епохи. Според една стара интерпретация на библейската книга Битие Сатаната е отъждествяван със змията, която изкушава Адам и Ева (Откровение 20:1 – 2); затова често Сатаната е изобразяван като змия.
Популярен образ на Сатаната, привнесен от божество от древногръцката митология – Пан, е като рогато чудовище, подобно на козел, с копита, което държи тризъбец. Днес този образ се е трансформирал в човекоподобен образ на мъж с козя брадичка. Сатаната е изобразяван и като очарователен и привлекателен мъж, често с различни на цвят очи: едното – кафяво, другото – синьо (например в романа Майстора и Маргарита от Михаил Булгаков). Във Фауст от Гьоте Сатаната се явява на Фауст преобразен като черен пудел.

## Други имена на Сатаната
В християнската и други култури следните имена се употребяват като синонимни на Сатаната[източник?] и/или на личностно олицетворение на злото:
- Ариман – в Древна Персия;
- Ангат – име на дявола в Мадагаскар;
- Антихрист;
- Абадон (старозаветен демон, в Средновековието името му е било синоним на Сатаната);
- Азазел (иврит: Княз на дяволите, също Самиел, Самаел);
- Велзевул (от бог 'Ваал-себул', Княз Ваал);
- Белиар (от Ваал, наричан също Белиал);
- Злото;
- Луцифер (Светлоносец);
- Мефистофел (съкратено: Мефисто) – литературен герой на Гьоте в произведението му Фауст;
- Мортус;
- Негеос;
- Уриан;
- Воланд (име на дявола в средновековна Франция, както и при Михаил Булгаков в романа Майстора и Маргарита).

## Описателни названия иевфемизми
Има поверия, че назоваването на името на Дявола може да донесе нещастие или да го призове (макар според други легенди да е необходимо той да бъде призован три пъти, за да се яви), поради което хората използват описателни названия за него:[източник?]
- Големият Дракон;
- Змията;
- Княз или Владетел на ада;
- Княз на този свят (Лутер);
- Зъбатия;
- Онзи с копитата;
- Падналият;
- Лъжливия;
- Княз на мрака;
- Лукавия;
- Рогатия.